# Virknål

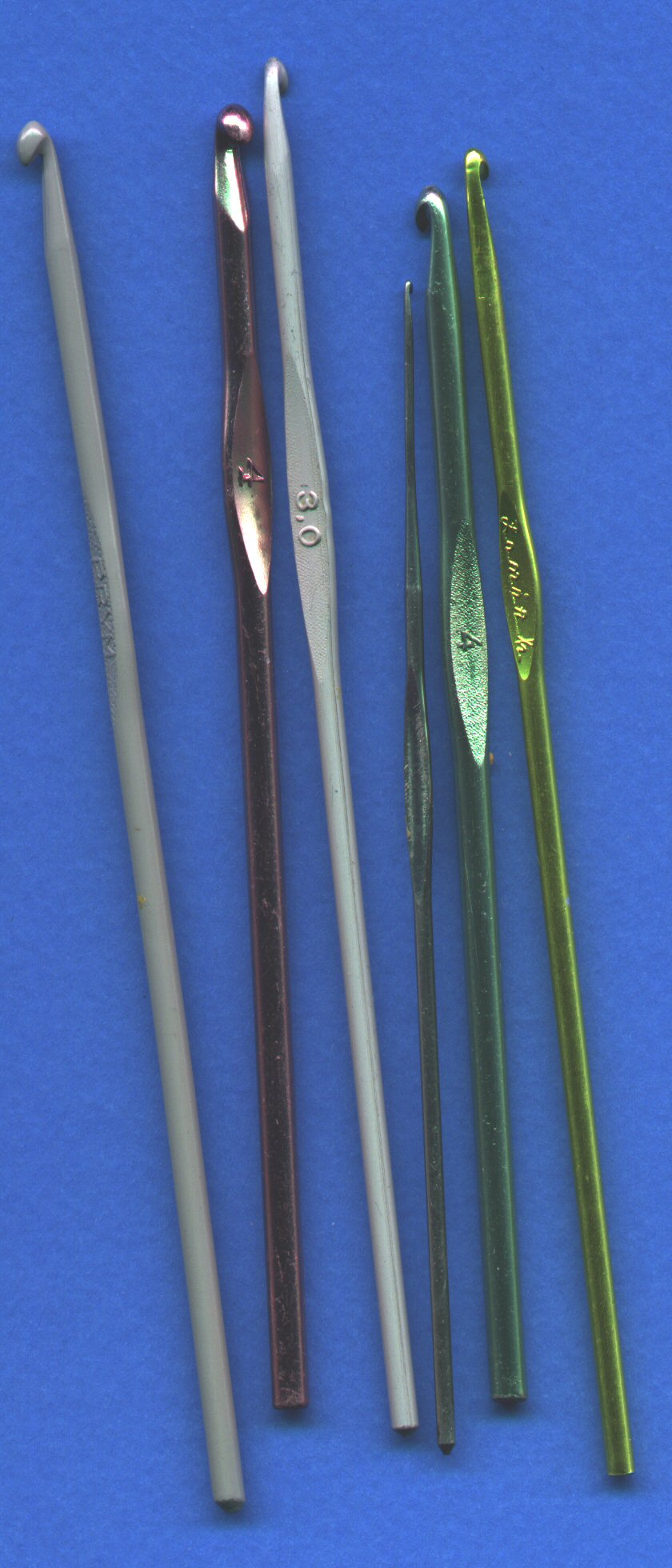
Virknålar av metall i olika grovlek.

En virknål (virkkrok) är det redskap som används vid virkning. Virknålar är grova, till skillnad från många andra nålar, och har en krok i ena änden som används för att haka fast garnet och dra det genom öglor.
En virknål är vanligen av metall, men kan även vara av plast, trä eller andra hårda och glatta material.
Virknålar förekommer i olika storlek beroende på hur grovt garn man använder och hur resultatet av virkningen ska bli. Grova nålar ger stora maskor och tunna nålar ger små maskor. Virknålar graderas efter sin grovlek på olika skalor beroende på fabrikat.
Ordet virknål är enligt Svensk ordbok belagt i svenska språket sedan 1851, men kan beläggas tidigare än så, till exempel dyker ordet upp 1849 i en annons i Aftonbladet och 1773 i en svensk-latinsk ordbok.